# Монтенеро Вал Кокиара
Монтенѐро Вал Кокиа̀ра (на италиански: Montenero Val Cocchiara) е село и община в Централна Италия, провинция Изерния, регион Молизе. Разположено е на 893 m надморска височина. Населението на общината е 575 души (към 2010 г.).